# Lee Montague
Lee Montague   (Londres, 16 d'octubre de 1927 - Londres, 30 de març de 2025) va ser un actor anglès.

## Biografia
Els seus crèdits de cinema inclouen The Camp on Blood Island, Billy Budd, The Secret of Blood Island, Més perilloses que els homes, Brother Sun, Sister Moon, Mahler i The Legacy.
Els crèdits de teatre inclouen: Who Saw Him Die per Tudor Gates, escenificada el 1974 al teatre Royal Haymarket de Londres, en què va interpretar la part de John Rawlings el Nèmesis, de l'antic policia superintendent Pratt, interpretat per Stratford Johns.
I a la televisió: The Four Just Men, Danger Man, The Baron, The Troubleshooters, Department S, Dixon of Dock Green, The Sweeney, Holocaust, Space: 1999, Minder, The Chinese Detective, Bergerac, Bird of Prey, Dempsey and Makepeace, Jekyll & Hyde, Casualty i Waking the Dead. En la comèdia d'embolics (sitcom) Seconds Out, va tenir una part regular com el director d'un boxejador, interpretat per Robert Lindsay.
També va rebre la distinció de ser el primer contador de contes en el programa infantil de la BBC Jackanory, el 1965.

## Filmografia
Filmografia:
- 1952: Moulin Rouge: Maurici Joyant
- 1954: Another Sky
- 1955: Who, Me? (TV)
- 1958: Heart of a Child: 2n soldat
- 1958: The Camp on Blood Island: oficial japonès
- 1958: The Silent Enemy: company de Miguel
- 1959: Les dents del diable (The Savage Innocents): Ittimargnek
- 1959: Blind Data: Sgt. Farrow
- 1960: The Night of the Big Heat (TV): Richard
- 1961: The Man at the Carlton Tower: Tim Jordan
- 1961: Foxhole in Cairo: Aberle
- 1961: Rashomon (TV): el bandit
- 1961: The Secret Partner de Basil Dearden: detectiu inspector Tom Henderson
- 1961: El dimoni, la carn i el perdó (The Singer Not the Song): Pepe
- 1962: The Reunion (TV): Maurici Woolley
- 1962: Operation Snatch: Miklos Tabori
- 1962: La fragata infernal (Billy Budd): Squeak
- 1963 :The Horse Without a Head (TV): Mallart
- 1964: Five to One: Larry Hart
- 1965: A Tap on the Shoulder (TV): Archibald Cooper
- 1965: The Secret of Blood Island: Levy
- 1965: You Must Be Joking!: Sergent Mansfield
- 1966: Més perilloses que els homes (Deadlier Than the Male): Boxejar
- 1966: Forn Way Incident (TV)
- 1966: O-Goshi (TV)
- 1967: Com vaig guanyar la guerra (How I Won the War), de Richard Lester: Transom
- 1967: Profile of a Gentleman (TV): Johnny May
- 1968: Nobody Runs Forever: Donzil
- 1968: The Male Animal (TV)
- 1969: A Hot Day (TV)
- 1969: The Spy Killer (TV): Igor
- 1970: Revolution 2: Lenin (TV)
- 1970: Day of Rest
- 1970: Morning Story (TV)
- 1970: Flotsam and Jetsam (TV): Mr. Grange
- 1972: The Best Pair of Legs in the Business: Charlie Green
- 1972: Eagle in a Cage: Cipriani
- 1972: Fratello sole, sorella luna: Pietro Di Bernardone
- 1972: The Argument (TV)
- 1974: Regan (TV): Arthur Dale
- 1974: Mahler: Bernhard Mahler
- 1975: Judge the Bloody City (TV)
- 1977: Eleanor Marx: Tussy (TV): Karl Marx
- 1977: Eleanor Marx: Eleanor (TV): Karl Marx
- 1977: Jesus de Natzaret (fulletó TV): Habbukuk
- 1978: Holocaust (fulletó TV): Oncle Sasha
- 1978: The Legacy: Jacques Grandier
- 1978: Thank You Comrades (TV): Lunacharsky
- 1978: Brass Target: Lucky Luciano
- 1979: The London Connection: Vorg
- 1979: Feet First (serie TV): Harry Turnbull
- 1980: Silver Dream Racer de David Wickes: Jack Freeman
- 1981: Seconds Out (seria TV): Tom Sprake
- 1981: If You Go Down in the Woods Today: Guvnor
- 1983: Red Monarch (TV): Lee
- 1984: Pope John Paul II (TV): Marshal Konev
- 1984: Kim (TV): Kozelski
- 1984: Sakharov (TV): Slavsky
- 1984: Bird of Prey 2 (TV): Roca
- 1984: Much Ado About Nothing (TV): Leonato
- 1986: Lady Jane: Renard
- 1988: Madame Sousatzka: Vincent Pick
- 1989: Countdown to War (TV): Hore-Belisha
- 1990: Jekyll & Hyde (TV): inspector Palmer
- 2001: Enigma